# Shirley Cawley
Shirley Cawley, później Berry (ur. 26 kwietnia 1932 w Croydon) – brytyjska lekkoatletka specjalizująca się w skoku w dal, brązowa medalistka letnich igrzysk olimpijskich w Helsinkach (1952).

## Sukcesy sportowe
- mistrzyni Wielkiej Brytanii w skoku w dal – 1952[1]

| Rok  | Miasto   | Zawody               | Konkurencja | Wynik         |
| ---- | -------- | -------------------- | ----------- | ------------- |
| 1952 | Helsinki | igrzyska olimpijskie | skok w dal  | brązowy medal |
| 1954 | Berno    | mistrzostwa Europy   | skok w dal  | 7. miejsce    |

## Rekordy życiowe
- skok w dal – 5,92 – 1952